# Umoresca
L'Umoresca (o Humoresque o Humoreske) è un genere di musica romantica, formalmente libera e diffusasi nel XIX secolo, composta per pianoforte, brillante e con virtuosismi tali da poter essere inserita tra la fantasia e il capriccio.
Il nome si riferisce all'umorismo inteso nel senso di "umore psicologico" piuttosto che di "motto di spirito".
L'invenzione dell'umoresca è attribuita a Robert Schumann che, ancora diciannovenne (1839), iniziò a provare gusto per questo genere di musica, svincolata da vincoli e legami, componendo l'Humoreske in Si bemolle, Op. 20, per pianoforte. Pochi anni dopo inserì un'umoresca nei quattro Fantasiestucke op.88 (Pezzi fantastici) per violino, violoncello e pianoforte del 1842.
Altri autori che si occuparono in tempi diversi di questo tipo di composizione, sempre in veste pianistica, furono:
- Stephen Heller, compositore ungherese (1813-1883), autore dell'Umoresca op. 64;
- Edvard Grieg, compositore norvegese, con l'Umoresche op. 6;
- Antonín Dvořák, compositore ceco, con le Otto umoresche op. 101;
- Max Reger, compositore tedesco, autore delle Cinque umoresche op. 20
- Sergej Rachmaninov, compositore russo, Humoresque in Sol maggiore n. 5 dei Morceaux de salon, Op. 10